# Roderigo Robles de Medina
Roderigo Robles de Medina  (Utrecht, 1964) is een Nederlandse pianist.

## Biografie
Roderigo Robles studeerde piano bij Mila Baslawskaja en vervolgde zijn studie vanaf 1982 in Engeland aan het Royal Northern College of Music in Manchester waar hij les kreeg van Sulamita Aronovsky. Twee maal werd hij onderscheiden met een British Council Fellowship Award. Hij slaagde in 1988 met een Graduate Diploma en Professional Performance Diploma. Na een studie aan het Sweelinck Conservatorium in Amsterdam bij Jan Wijn studeerde hij in 1992 als uitvoerend musicus. Met Sergei Markarov als docent slaagde hij vervolgens met een Diplôme Supérieur de Concertiste op de Ecole Normale de Musique in Parijs. Hij volgde verder nog masterclasses bij Bella Davidovich, Eugene Indjic, Hans Leygraf, Tamara Poddubnaya, Joaquin Soriano en Gyorgy Sebok.

## Activiteiten
Als uitvoerend musicus speelt hij piano voor het Redon Piano Quartet. Hij heeft wereldwijd opgetreden, zowel solo als met anderen, in diverse Europese landen en Suriname, en op podia als het Concertgebouw (Amsterdam), de Philharmonie (Sint-Petersburg) en Carnegie Hall (New York).

#### Masterclasses
- Maart 2011 en 2012: Sembrando Talentos in Montevideo, Uruguay
- Juni 2012: Alfredo de Saint Malo in Panama-Stad, met ook het vierde pianoconcert van Beethoven.
- 2014: serie masterclasses op vijf universiteiten in Brazilië.
- 2015: cursus aan de universiteit van Montevideo.[1]

## Surinaamse kunstmuziek
Roderigo Robles de Medina beschouwt het als zijn missie om Surinaamse kunstmuziek onder de publieke aandacht te brengen. Hij speelde piano tijdens de volgende concerten:
- Bijlmer Parktheater: 15 september 2013. Een concert in het teken van Surinaamse klassieke muziek.[3][4]
- Centrumkerk in Paramaribo: 23 januari 2016. Een concert met diverse pianowerken.[5]
- Bijlmer Parktheater ('Surinaams Romantiek'): oktober 2023. Concert met musici van het Koninklijk Concertgebouworkest met muziek van de Surinaamse en Surinaams-Nederlandse componisten: Johan Victor Dahlberg, Johannes Helstone, Martin Lo-A-Njoe, Johan Victor Dahlberg en Theodor Neumann Cordua[6]
- Concert in 2020 met als thema 'Surinaams Klassiek' (Klassieke componisten uit Suriname) in Museum van Loon. Werken van Theodor Neumann Cordua, Nelly Dahlberg, Johan Victor Dahlberg, Majoie Hayari en Martin Lo-A-Njoe [7]
- Huis de Pinto Amsterdam: 26 november 2023. Concert getiteld Surinaamse Klassieke Muziek met onder andere een uitvoering De rode Palulu van Eddy Vervuurt.[8]
- Libanon Lyceum: 5 mei 2024. Als onderdeel van het Gruppman Ensemble Introduction to the dream and dream op de piano. Dit is een pianosolo die werd gecomponeerd door Eddy Vervuurt.[2]